# Arhopala xenon
Arhopala xenon är en fjärilsart som beskrevs av Corbet 1941. Arhopala xenon ingår i släktet Arhopala och familjen juvelvingar. Inga underarter finns listade i Catalogue of Life.